# Prva hrvatska košarkaška liga 2009-2010
La Prva hrvatska košarkaška liga 2009-2010 è stata la 19ª edizione del massimo campionato croato di pallacanestro maschile. La vittoria finale è stata ad appannaggio del Cibona Zagabria.

## Risultati

### Stagione regolare

#### Prima fase
|     | Squadra          | G  | V  | P  | PF   | PS   | Pt. | Qualificazione |
| --- | ---------------- | -- | -- | -- | ---- | ---- | --- | -------------- |
| 1.  | Zabok            | 18 | 12 | 6  | 1489 | 1392 | 30  | poule scudetto |
| 2.  | Brod             | 18 | 12 | 6  | 1515 | 1460 | 30  | poule scudetto |
| 3.  | Trogir           | 18 | 12 | 6  | 1524 | 1484 | 30  | poule scudetto |
| 4.  | Vr. Osijek Darda | 18 | 11 | 7  | 1444 | 1446 | 29  | poule scudetto |
| 5.  | Borik Puntamika  | 18 | 10 | 8  | 1347 | 1301 | 28  |                |
| 6.  | Spalato          | 18 | 9  | 9  | 1420 | 1335 | 27  |                |
| 7.  | Dubrava          | 18 | 8  | 10 | 1389 | 1433 | 26  |                |
| 8.  | Dubrovnik        | 18 | 7  | 11 | 1466 | 1518 | 25  |                |
| 9.  | Šibenka          | 18 | 5  | 13 | 1443 | 1578 | 23  |                |
| 10. | Kaštela          | 18 | 4  | 14 | 1318 | 1408 | 22  |                |

#### Seconda fase
|    | Squadra          | G  | V  | P  | PF   | PS   | PF/PS | Pt. | Qualificazione |
| -- | ---------------- | -- | -- | -- | ---- | ---- | ----- | --- | -------------- |
| 1. | Cibona Zagabria  | 14 | 12 | 2  | 1276 | 1012 | +264  | 26  | playoffs       |
| 2. | Zara             | 14 | 12 | 2  | 1259 | 1067 | +192  | 26  | playoffs       |
| 3. | Cedevita         | 14 | 11 | 3  | 1279 | 1074 | +205  | 25  | playoffs       |
| 4. | KK Zagabria      | 14 | 9  | 5  | 1207 | 1132 | +75   | 23  | playoffs       |
| 5. | Zabok            | 14 | 5  | 9  | 1124 | 1236 | -112  | 19  |                |
| 6. | Brod             | 14 | 4  | 10 | 1170 | 1369 | -199  | 18  |                |
| 7. | Trogir           | 14 | 2  | 12 | 1104 | 1302 | -198  | 16  |                |
| 8. | Vr. Osijek Darda | 14 | 1  | 13 | 984  | 1211 | -227  | 15  |                |

#### Poule retrocessione
Girone retrocessione
|    | Squadra         | G  | V  | P | PF   | PS   | PF/PS | Pt. | Qualificazione          |
| -- | --------------- | -- | -- | - | ---- | ---- | ----- | --- | ----------------------- |
| 1. | Borik Puntamika | 10 | 7' | 3 | 1547 | 1408 | +139  | 35  |                         |
| 2. | Spalato         | 10 | 6  | 4 | 1582 | 1465 | +117  | 32  |                         |
| 3. | Dubrava         | 10 | 6  | 4 | 1612 | 1603 | +9    | 31  |                         |
| 4. | Dubrovnik       | 10 | 5  | 5 | 1657 | 1703 | -46   | 30  |                         |
| 5. | Šibenka         | 10 | 3  | 7 | 1621 | 1736 | -115  | 27  | spareggio retrocessione |
| 6. | Kaštela         | 10 | 3  | 7 | 1498 | 1602 | -104  | 26  | retrocessa in A2 Liga   |

Girone promozione
|    | Squadra           | G  | V | P | PF  | PS  | PF/PS | Pt. | Qualificazione        |
| -- | ----------------- | -- | - | - | --- | --- | ----- | --- | --------------------- |
| 1. | Kvarner 2010      | 10 | 9 | 1 | 887 | 708 | +179  | 19  | promosse in A1 Liga   |
| 2. | Alkar             | 10 | 8 | 2 | 790 | 694 | +96   | 18  | promosse in A1 Liga   |
| 3. | Šibenka           | 10 | 6 | 4 | 779 | 769 | +10   | 16  | retrocesso in A2 Liga |
| 4. | Mladost           | 10 | 4 | 6 | 733 | 794 | -61   | 14  |                       |
| 5. | Međimurje Čakovec | 10 | 2 | 8 | 763 | 824 | -61   | 12  |                       |
| 6. | Belišće           | 10 | 1 | 9 | 695 | 858 | -163  | 11  |                       |

### Playoff
|  | Semifinali | Semifinali      | Semifinali |      |    | Finale          | Finale | Finale |  |
|  |            |                 |            |      |    |                 |        |        |  |
|  | 1.         | Cibona Zagabria | 2          |      |    |                 |        |        |  |
|  | 1.         | Cibona Zagabria | 2          |      |    |                 |        |        |  |
|  | 4.         | KK Zagabria     | 0          |      |    |                 |        |        |  |
|  | 4.         | KK Zagabria     | 0          |      | 1. | Cibona Zagabria | 3      |        |  |
|  |            |                 |            |      | 1. | Cibona Zagabria | 3      |        |  |
|  |            |                 | 2.         | Zara | 2  |                 |        |        |  |
|  | 2.         | Zara            | 2.         | Zara | 2  | 2               |        |        |  |
|  | 2.         | Zara            |            |      |    |                 |        |        |  |
|  | 3.         | Cedevita        | 1          |      |    |                 |        |        |  |

| Prva hrvatska košarkaška liga 2009-2010 |
| --------------------------------------- |
| Cibona Zagabria 16º titolo              |

## Squadra vincitrice
| N° | Naz.                   | Ruolo | Sportivo          |  | Alt. |  |
| -- | ---------------------- | ----- | ----------------- |  | ---- |  |
| 4  | Croazia (bandiera)     | G     | Goran Vrbanc      |  | 193  |  |
| 5  | Stati Uniti (bandiera) | G     | Jamont Gordon     |  | 193  |  |
| 7  | Croazia (bandiera)     | AP    | Bojan Bogdanović  |  | 202  |  |
| 8  | Croazia (bandiera)     | AP    | Toni Brnas        |  | 201  |  |
| 9  | Croazia (bandiera)     | GA    | Robert Troha      |  | 194  |  |
| 10 | Croazia (bandiera)     | C     | Leon Radošević    |  | 209  |  |
| 11 | Croazia (bandiera)     | AG    | Vedran Vukušić    |  | 206  |  |
| 12 | Croazia (bandiera)     | C     | Lukša Andrić      |  | 208  |  |
| 14 | Croazia (bandiera)     | C     | Dalibor Bagarić   |  | 216  |  |
| 15 | Croazia (bandiera)     | C     | Tomislav Zubčić   |  | 208  |  |
| 19 | Croazia (bandiera)     | P     | Ivan Tomas        |  | 193  |  |
| 22 | Slovenia (bandiera)    | G     | Samo Udrih        |  | 195  |  |
| 33 | Croazia (bandiera)     | G     | Marko Tomas       |  | 201  |  |
|    | Croazia (bandiera)     | All.  | Velimir Perasović |  |      |  |